# قطعنامه ۱۱۷۵ شورای امنیت
قطعنامه  ۱۱۷۵ شورای امنیت سازمان ملل متحد که در تاریخ ۱۹ ژوئن ۱۹۹۸ تصویب شد، سندی بین‌المللی دربارهٔ بررسی وضعیت میان عراق و کویت است. این قطعنامه طی نشست ۳۸۹۳ام با ۱۵ رای موافق، ۰ مخالف و ۰ ممتنع تصویب شد.